# NGC 1025
NGC 1025 је спирална галаксија у сазвежђу Часовник која се налази на NGC листи објеката дубоког неба.
Деклинација објекта је - 54° 51' 49" а ректасцензија 2h 36m 19,9s. Привидна величина (магнитуда) објекта NGC 1025 износи 13,1 а фотографска магнитуда 13,9. NGC 1025 је још познат и под ознакама ESO 154-4, IRAS 02347-5504, PGC 9891.